# Piccolo Slam
Piccolo Slam è stato un programma televisivo italiano andato in onda per due edizioni, dal 23 febbraio 1977 al 30 marzo 1978, ogni mercoledì e giovedì alle 18:30 su Rai 1, con la conduzione di Sammy Barbot e Stefania Rotolo.

## Il programma
Il programma fu uno dei primi tentativi di rappresentare il mondo dei giovani, fino ad allora trascurati dalla Rai, in seguito alla Riforma della RAI del 1975. Furono contattati a tal proposito il giornalista e autore Marcello Mancini e il coreografo Franco Miseria per studiare un programma a loro destinato.
Il varietà-contenitore musicale pre-serale era ambientato in uno studio televisivo che riproduceva la pista di una discoteca, in cui i ragazzi ballavano a ritmo della disco music, fenomeno musicale che esplose in tutto il mondo proprio in quegli anni.
I due conduttori, veri e propri DJ in console, lanciavano la sfida del Disco Slam, ovvero quello che, tra i cinque proposti nella puntata, veniva votato come disco preferito della settimana dal pubblico in studio. I due artisti si cimentavano anche in numeri musicali in coppia o da solisti. 
La trasmissione, fotografia di una generazione, ebbe da subito un gran successo, in particolare tra i giovani, grazie alla sua atmosfera leggera e festosa e alla verve della coppia, e anche alla partecipazione dei numerosi ospiti musicali che ogni settimana presentavano brani tratti dai propri lavori discografici del periodo.
Tra i ballerini professionisti presenti nel programma vi era anche Enzo Avallone.
Per il grande successo ottenuto nella prima edizione, il programma fu spostato al venerdì sera alle 22:15 con una durata più lunga per le quattro puntate finali, dopo le prime venti puntate di mezz'ora trasmesse al pomeriggio.

## Le sigle
I conduttori, Sammy Barbot e Stefania Rotolo, ottennero un grande successo personale, incidendo anche le sigle del programma.
Le sigle della prima edizione furono pubblicate nel 45 giri Toccami/Piccolo slam, uno dei più venduti di quell'anno. La sigla iniziale, intitolata proprio Piccolo slam, era un brano strumentale di Puccio Roelens, mentre quella finale, Toccami, è stata incisa in coppia dai conduttori.
La sigla iniziale della seconda edizione, Go!!!, fu incisa dalla Rotolo, mentre quella finale, Non legarti a me, da Barbot.